# Stegopoma bathyale
Stegopoma bathyale är en nässeldjursart som beskrevs av Vervoort 1966. Stegopoma bathyale ingår i släktet Stegopoma och familjen Tiarannidae. Inga underarter finns listade i Catalogue of Life.